# Kha Văn Triết
Kha Văn Triết (chữ Hán: 柯文哲; bính âm Hán ngữ: Kē Wénzhé) (sinh ngày 6 tháng 8 năm 1959) là bác sĩ phẫu thuật và chính trị gia Đài Loan.
Kha Văn Triết sinh năm 1959 tại thành phố Tân Trúc. Ông đã đảm nhận các chức vụ như: Thị trưởng Đài Bắc (2014-2022), bác sĩ tại Khoa Cấp cứu của Bệnh viện trực thuộc Trường Y Đại học Quốc gia Đài Loan, Giám đốc Khoa Y khoa Chấn thương, Giáo sư Khoa Y ở Đại học Quốc gia Đài Loan.
Ông cố của anh, Kha Hiền Ấm, tin vào Trai giáo, và nhịn ăn trong nhiều năm, ông là người quản lý chùa Ấn Nguyệt ở hương Bảo Sơn, huyện Tân Trúc.
Có thông tin cho rằng Kha Văn Triết mắc hội chứng Asperger, Kha Văn Triết từng khẳng định mình có đặc điểm này nhưng anh chưa bao giờ được bác sĩ chẩn đoán chính thức. Năm 1977, ông tốt nghiệp hạng nhất trường trung học Hsinchu và theo học khoa Y của trường Cao đẳng Y tế Quốc gia Yang Ming trong một năm, năm 1979, ông thi lại và vào học khoa Y. Khoa Y của Đại học Quốc gia Đài Loan. Sau khi tốt nghiệp khoa Y của Đại học Quốc gia Đài Loan, anh đã vượt qua kỳ thi bác sĩ quốc gia với số điểm đầu tiên trong cả nước, đạt được trình độ bác sĩ thực hành và chọn phẫu thuật làm chuyên ngành của mình.

## Bước vào vũ đài chính trị
Khi Trần Thủy Biển, một thành viên của Đảng Tiến bộ Dân chủ, được bầu làm thị trưởng Đài Bắc năm 1994, Kha Văn Triết là cán bộ của Hiệp hội Hỗ trợ Y tế Bian. Năm 2000, Kha Văn Triết là người triệu tập Câu lạc bộ Hỗ trợ Bệnh viện Đại học Quốc gia Đài Loan cho chiến dịch tranh cử tổng thống của Trần Thủy Biển. Vào tháng 4 năm 2012, Kha Văn Triết gia nhập trường Ketagalan khi còn là học sinh.Kha Văn Triết tuyên bố rằng anh ấy có quan điểm "xanh đậm".
Kha Văn Triết tuyên bố ứng cử thị trưởng thành phố Đài Bắc vào ngày 6 tháng 1 năm 2014. Vào ngày 29 tháng 11, Kha Văn Triết cuối cùng đã giành được 853.983 phiếu bầu và 57,16% số phiếu bầu, trở thành thị trưởng phi đảng phái đầu tiên sau khi thành phố Đài Bắc được tái cấu trúc thành một đô thị trực thuộc trực thuộc Trung ương. Kết quả của cuộc bầu cử chín trong một được công bố vào ngày 25 tháng 11 năm 2018 và Kha Văn Triết đã thắng trong gang tấc và tái đắc cử.
Vào ngày 31 tháng 7 năm 2019, Thái Bích Như, người thân tín của Kha Văn Triết xác nhận rằng Kha Văn Triết muốn thành lập một đảng chính trị có tên là Đài Loan Dân Chúng Đảng. Vào ngày 6 tháng 8, Đài Loan Dân Chúng Đảng đã tổ chức một cuộc họp thành lập tại Trung tâm Hội nghị Quốc tế của Bệnh viện Đại học Quốc gia Đài Loan và Kha Văn Triết được bầu làm chủ tịch đảng đầu tiên.
Vào ngày 17 tháng 5 năm 2023, một thông báo chính thức được đưa ra đề cử Kha Văn Triết đại diện cho Đảng Nhân dân Đài Loan trong cuộc bầu cử tổng thống Trung Hoa Dân Quốc năm 2024 và một cuộc họp báo về quan điểm chính trị của tổng thống sẽ được tổ chức vào ngày 20 tháng 5 năm 2023.